# 滋慶学園高等学校
滋慶学園高等学校（じけいがくえんこうとうがっこう）は、岡山県美作市に本校がある私立通信制高等学校。学校法人大阪滋慶学園が設置し、2018年4月7日に開校した。

## 概要
- 美作市が、閉校となった岡山県立大原高等学校跡地に誘致をすすめ、美作市スポーツ医療看護専門学校と同時に開校した[1][2]。
- 通信教育を行う区域は47都道府県である[3]。

## 沿革
- 2017年（平成29年）- 岡山県私立学校審議会において設置認可が「可」である答申がなされる[4]。
- 2018年（平成30年） - 滋慶学園高等学校を開校[5]。

## キャンパス及びコース
（出典は公式サイト
- 美作キャンパス：岡山県美作市古町1665番地
  - 特別進学コース
    - 国公立・難関私立大専攻
    - 医学・薬学専攻

  - 総合進学コース
    - 総合進学専攻
    - 医療・福祉専攻
    - ロボット・プログラミング専攻
    - 国際専攻

  - 総合スポーツコース
    - 剣道専攻
    - ゴルフ専攻
    - スポーツ科学専攻

  - ベーシックコース[週5日]
  - 通信コース

- 新大阪学習サポートセンター：大阪府大阪市淀川区宮原4-4-65　(新大阪駅北へ450m)
  - 通学コース  （週1・3・5日）
  - 進学コース
  - 通信コース
  - 併修コース    -  大阪スクールオブミュージック高等専修学校（OSM)、神戸・甲陽音楽ダンス＆アート高等専修学校、吉本興業高等、関メディベースボール学院高等部、アルファ―ゼミに在籍しながら高等学校卒業資格を取得する。[8]

- 東京学習サポートコース：東京都江戸川区西葛西3-14-8
  - 通学コース（週1・3・5日）
  - 専門特化型コース（週1・3・5日）
  - 通信コース
  - TSM高等課程ダブルスクールコース　- 東京スクールオブミュージック＆ダンス専門学校(TSM)高等課程に在籍しながら高等学校卒業資格を取得する。[9]

- 福岡学習サポートコース：福岡市博多区石城町21-2
  - 通学コース（週1・3・5日）
  - 専門特化型コース（週1・3・5日）
  - 通信コース
  - ダブルスクールコース　- 福岡スクールオブミュージック高等専修学校、福岡ECO動物海洋専門学校高等課程、福岡ベルエポック美容専門学校高等課程に通いながら高等学校卒業資格を取得する[10]。